# Конституция Бразилии
Конституция Бразилии — основной закон Федеративной Республики Бразилия. Действующая конституция Бразилии принята 5 октября 1988 года.
Конституция Бразилии является источником правовых полномочий, лежащих в основе существования Бразилии, и закрепляет основы политической, правовой и экономической систем страны, основы правового статуса граждан Бразилии.

## История создания
Действующая конституция является восьмой по счёту конституцией Бразилии. Её разработка длилась более трёх лет: с 1985 по 1988 год.
Создание новой конституции стало необходимостью после того, как в начале 1985 года в Бразилии закончилась двадцатилетняя военная диктатура и начались глобальные демократические преобразования. 18 июля 1985 года президент страны Жозе Сарней издал декрет о создании Временной комиссии по конституционным преобразованиям. Данная комиссия разработала предварительный проект конституции, но он подвергся критике со стороны как левых, так и правых партий и не был представлен на рассмотрение Конституционной ассамблее.
Конституционная ассамблея начала работу над конституцией в феврале 1987 года. Текст основного закона она разрабатывала в 8 тематических комиссиях, разделённых на подкомиссии. В общей сложности в них было рассмотрено около 50 тысяч предложений и поправок. В итоге 9 июля 1987 года проект конституции был вынесен на всенародное обсуждение. В течение месяца населением было предложено более 10 тысяч поправок, под которыми подписались около 12 млн человек. В окончательный текст конституции были включены 122 из них.
Заключительное голосование по тексту конституции состоялось в Конституционной ассамблее 22 сентября 1988 года. Подавляющим большинством голосов новая конституция была принята и официально вступила в силу 5 октября того же года.

## Общая характеристика
Действующая конституция имеет характерную для бразильской традиции форму: она состоит из преамбулы, основной части, включающей 250 статей в девяти разделах, и переходных конституционных положений (83 статьи).
В соответствии с конституцией Бразилия является демократическим правовым государством, основанным на принципах суверенитета, гражданства, человеческого достоинства, социальных ценностей, свободного предпринимательства и политического плюрализма.
Первоначально форма правления в Бразилии была установлена действующей конституцией как временная, так как согласно ст. 2 переходных положений в стране должен был пройти референдум о форме (республика или монархия) и системе правления (парламентская или президентская). Данное условие было включено в конституцию для того, чтобы после двадцати лет военной диктатуры население Бразилии привыкло к демократическим отношениям и сознательно отреагировало на монархические тенденции, появившиеся в стране. Плебисцит состоялся 21 апреля 1993 года, и на нём большинство избирателей проголосовало за президентскую республику.

## Поправки
Согласно ст. 60 в конституцию могут быть внесены поправки. Их могут предложить как минимум треть членов Палаты депутатов или Федерального сената, президент страны, а также законодательные собрания субъектов федерации.
Для принятия поправки необходимо одобрение 3/5 обеих палат Парламента Бразилии в каждом из двух туров голосования.
По состоянию на май 2011 года в Конституцию Бразилии внесено 67 поправок. Наиболее важными из них были: сокращение монопольной деятельности государственной нефтяной компании «Petrobras», сокращение срока президентских полномочий с восьми до четырёх лет, а также разрешение повторного избрания президента.

## Интересные факты
- Текст действующей конституции Бразилии состоит из почти 42 тысяч слов, что делает её самым объёмным документом в истории страны.
- В конституцию включена специальная глава «Об индейцах», в которой за индейцами признаются их социальная организация, обычаи и традиции, языки и верования, а также первоначальные права на земли, которые они традиционно занимают[3].
- Согласно конституции лицам старше 65 лет в Бразилии предоставляется право на бесплатный проезд в общественном транспорте[4].